# Bartolomeo Borghi
Bartolomeo Borghi (Monte del Lago, 5 settembre 1750 – Firenze, 4 maggio 1821) è stato un matematico e geografo italiano.
Fu considerato «uno dei migliori geografi dell'Europa».

## Biografia
Bartolomeo Borghi nacque nel 1750 a Monte del Lago, frazione di Magione, sulle rive del lago Trasimeno, da Bernardino Borghi ed Eleonora Lugli.
Già in giovane età entrò nel seminario di Arezzo, dove rimase fino al compimento degli studi e all'ordinazione sacerdotale nel 1774 a Perugia. A Monte del Lago recitò la sua prima messa nella chiesa della Madonna dei Disciplinati e qui restò negli anni compresi tra il 1774 e il 1780, svolgendo le funzioni di cappellano in aiuto all'anziano parroco Tommaso Verdacchi. Nei sette anni successivi ricevette l'incarico di rettore presso la chiesa parrocchiale di Magione.
Seguace delle idee illuministe, entrò spesso in polemica con le autorità civili e, soprattutto, ecclesiastiche. A tale proposito, si dice che facesse parte dei "Liberi Muratori", definiti, dal suo biografo Giuseppe Danzetta Alfani, come una setta che accoglieva gli spiriti colti, onesti, amanti della libertà e dell'indipendenza. «Era semplice nei modi e nel fare, elegante, arguto e pungente nel dire, fermo e incrollabile nei principi, di elevato ingegno e di cultura storico-geografica profonda.»
Nel corso della sua vita entrò in buoni rapporti con Francesco Guardabassi, con l'avvocato Antonio Brizzi e con l'ingegner Luigi Menicucci, che lo aiutarono nei momenti di difficoltà. Il 31 gennaio 1787 divenne arciprete della pieve di Sant'Andrea di Sorbello il cui territorio, facente parte della diocesi di Città di Castello, era all'epoca situato entro i confini del marchesato di Sorbello, oggi parte del comune di Cortona.
Nel 1790 sostenne con successo un esame di perito geometra, nonostante le continue complicazioni dell'ingegnere Serafino Calindri.
Nel 1809, insediatosi il governo napoleonico, il Borghi si assentò dalla parrocchia senza chiedere alcun permesso alle autorità superiori, ripresentandosi poi nel 1814, in occasione della restaurazione pontificia. A causa di tale abbandono immotivato, fu arrestato e portato a Perugia, dove fu recluso nella Rocca Paolina. In seguito fu condotto a Roma, dove gli fu inflitta una condanna a sette anni di prigione, poi commutata in esilio perpetuo per intercessione del granduca Ferdinando III di Toscana.
Trovò quindi rifugio a Firenze, dove nel 1819 pubblicò il suo celebre Atlante generale, ricco di 156 carte geografiche oltre che di informazioni storiche, politiche e naturalistiche. Visse in povertà gli ultimi anni della sua vita, che si concluse il 4 maggio 1821.

## Opere

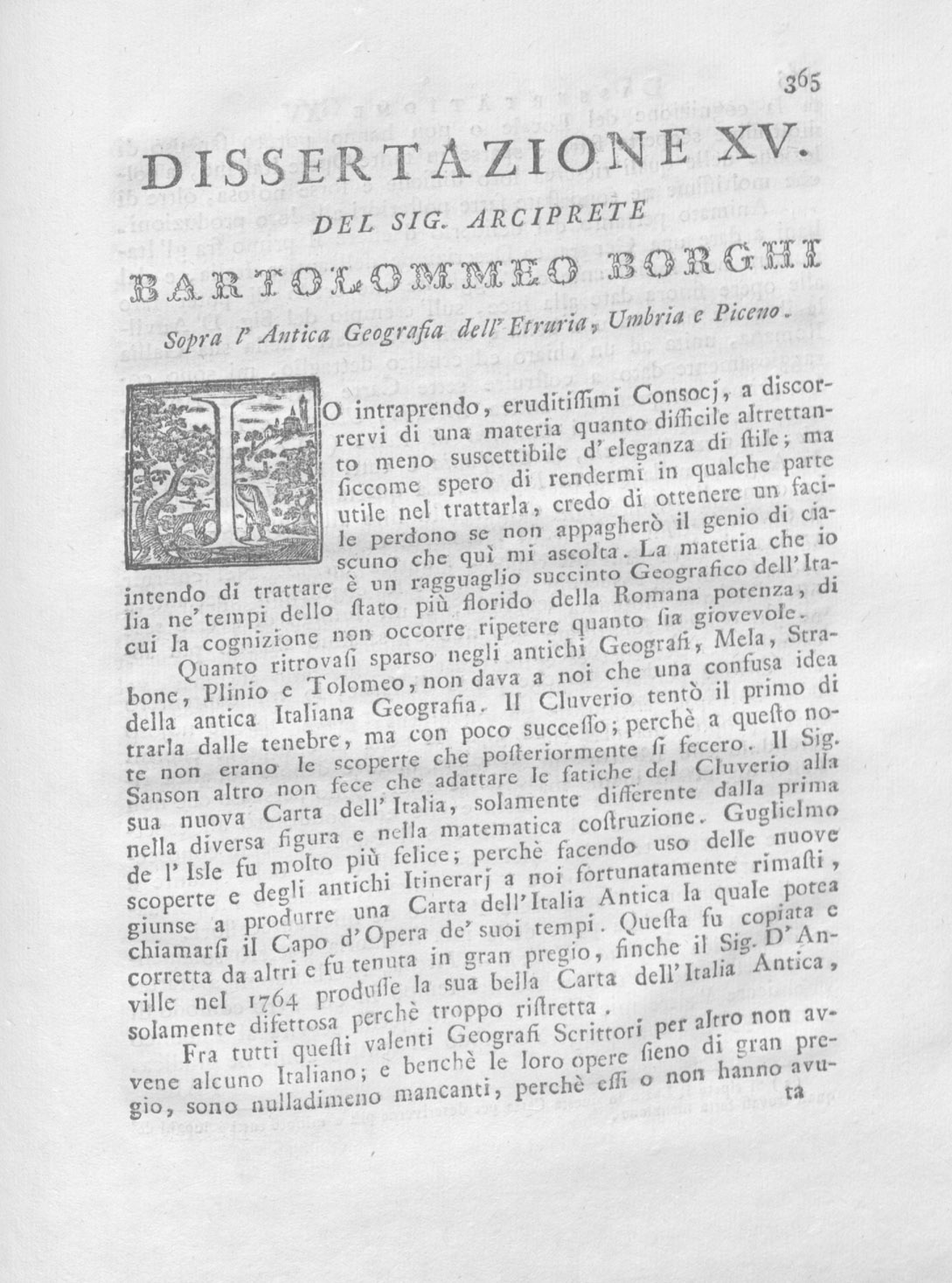
Sopra l'antica geografia dell'Etruria, Umbria e Piceno, 1791

- Carta scenografica della città di Bari, capo di tutta la Puglia, 1770.
- Lettera del sig. arciprete Bartolommeo Borghi al sig. avvocato Lodovico Coltellini di Cortona sopra la carta geografica pubblicata da Antonio Zatta e figli col titolo Parte dell'Impero Ottomano, che confina con gli stati austriaco, e veneto, Siena, Pazzini Carli, 1788.
- L'Italia divisa ne suoi principali stati, Siena, Pazzini Carli, 1789.
- Mappamondo tagliato sul piano di un meridiano emisfero orientale, Siena, Pazzini Carli, 1789.
- La Moldavia e la Bessarabia divise ne' loro particolari distretti, Siena, Pazzini Carli, 1790.
- Sopra l'antica geografia dell'Etruria, Umbria e Piceno, Roma, fratelli Pagliarini, 1791.
- Il paese degli Svizzeri, Siena, Pazzini Carli, 1793.
- Gallia vetus notiones exhibens, que inter Cæsarium et extrema Romani imperii tempora desiderantur, Siena, Pazzini Carli, 1794.
- L' Irlanda, Siena, Pazzini Carli, 1794.
- Atlante generale dell'ab. Bartolommeo Borghi corredato di prospetti istorici, politici, civili, naturali di ciascheduno stato, Firenze, Aristide Parigi, 1819.
- Descrizione geografica, fisica e naturale del lago Trasimeno comunemente detto il lago di Perugia, Spoleto, Bassoni, 1821.
- Memoriale dell'ingegnere ab. Bartolomeo Borghi al Pontefice Pio VI, Perugia, Santucci e Ricci, 1865.
- Parere sull'anno rustico e sull'anno convenzionale

## Riconoscimenti
Il comune di Magione gli ha intitolato una via nella frazione di Monte del Lago, luogo di nascita dell'abate Bartolomeo Borghi.